# Oprzędzik pręgowany
Oprzędzik pręgowany (Sitona lineatus) – pospolity owad należący do rodziny ryjkowcowatych (Curculionidae), występujący na terenie prawie całej Palearktyki. Żeruje na roślinach motylkowatych.

## Opis
Jest to chrząszcz osiągający około 0,5 cm długości. Dorosłe osobniki są pokryte brunatnymi lub szarymi łuskami, które na przepleczu tworzą jaśniejsze linie. Na pokrywach znajdują się równoległe, na przemian ciemniejsze i jaśniejsze pasy. Głowa zakończona jest krótkim i grubym ryjkiem. Larwy oprzędzika są białe o długości do 6 mm, posiadające brunatne włoski. Ponadto są beznogie i łukowato zgięte. Jaja tego chrząszcza są prawie kuliste; na początku są żółtobiałe, a następnie ciemne.

## Występowanie
Oprzędzik pręgowany jest rozprzestrzeniony w prawie całej Palearktyce, aż do koła podbiegunowego. W Polsce występuje na całym obszarze prócz Sudetów i Karpat. Gatunek ten zasiedla murawy, łąki, pola oraz  miejsca ruderalne, ogrody i trawniki miejskie jak również obrzeża lasów i dróg. Dorosłe osobniki spotykane są na roślinach w okresie maj-wrzesień, a w pozostałych miesiącach pod szczątkami roślinnymi oraz pod opadłymi liśćmi i w kępach traw.

## Cykl życiowy
Chrząszcze zimują na miedzach, pod darnią i stogami. Pojawiają się wczesną wiosną i rozpoczynają żerowanie. Samica składa na przełomie maja i czerwca, a nawet w lipcu do 1000 jaj, maksymalnie po 60 na dzień. Jaja są składane do gleby lub na liście roślin żywicielskich i wraz z wiatrem lub deszczem są rozrzucane na glebie. Najpierw larwy żerują w bulwkach korzeniowych, a później w silniejszych korzeniach. Rozwój larw trwa około  30–55 dni. Przeobrażanie w poczwarkę dokonuje się  w komorze glebowej na głębokości do 5 cm. U tego owada stadium poczwarki trwa 2–3 tygodnie. Nowe pokolenie oprzędzika pręgowanego pojawia się w lipcu. Występuje tylko jedno pokolenie w ciągu roku.

## Szkodliwość

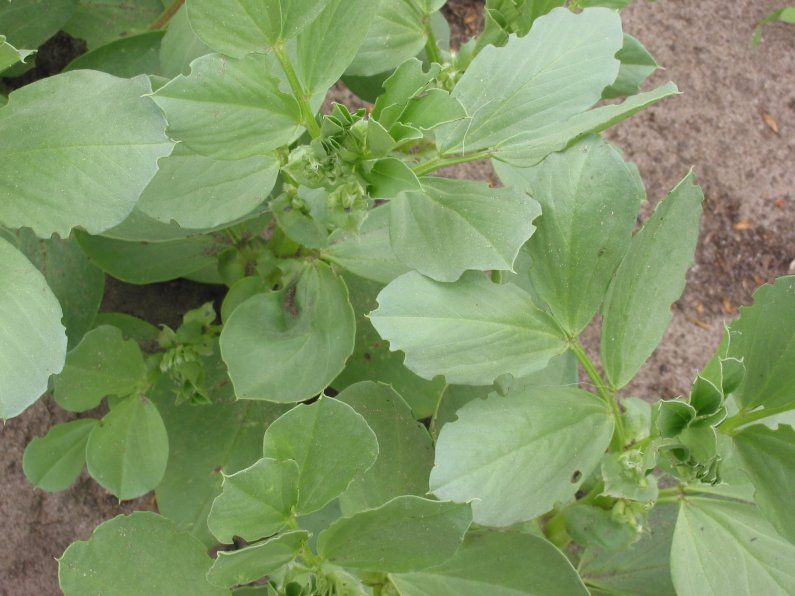
Objawy żerowania na bobiku

Oprzędzik żywi się roślinami z rodzajów: koniczyna, lucerna, groch, wyka, seradela, groszek, wilżyna, komonica, nostrzyk oraz gatunków: fasola zwykła, rutwica lekarska i żarnowiec miotlasty. Największe straty wywołują dorosłe owady, które wyżerają brzegi liści i liścieni. Z kolei larwy wyjadają brodawki korzeniowe, co przyczynia się do zmniejszenia plonu. Objawami żerowania owadów są również pęczniejące w glebie nasiona i liścienie. Najbardziej wrażliwe są rośliny do fazy 6 liścia, szczególnie jeśli występuje sucha pogoda. Próg ekonomicznej szkodliwości wynosi (od fazy wschodów do fazy 2–3 liści) 10% roślin z uszkodzonymi liśćmi.

## Zwalczanie
Zwalczanie oprzędzika pręgowanego polega na:
- nie wysiewaniu roślin motylkowatych przy plantacjach wieloletnich roślin motylkowatych
- nawożeniu mineralnym zaatakowanych pól
- zaprawianiu nasion
- opryskiwaniu plantacji pestycydami[6] oraz preparatami naturalnymi np. wyciągiem z czosnku[7]
- wcześniejszym siewie